# Rustam Sidhwa
Rustam Sidhwa (1 september 1927 - 31 maart 1997) was een Pakistaans jurist en filatelist. Hij klom op tot rechter van het hooggerechtshof van Pakistan en was een van de rechters van het eerste uur van het Joegoslavië-tribunaal.

## Levensloop
Sidhwa begon zijn carrière in de advocatuur in 1951. In 1978 werd hij vervolgens benoemd tot rechter, waarbij hij ondertussen overstapte naar het gerechtshof en vervolgens in 1989 promoveerde tot rechter van het hooggerechtshof van Pakistan. Hier bleef hij aan tot 1992. Al in 1968 nomineerde Pakistan hem bij de Verenigde Naties voor het Register van Experts op het gebied van juridische en andere zaken.
In 1993 vertrok hij naar Den Haag, waar hij een van de rechters van het eerste uur werd van het Joegoslavië-tribunaal. Na enkele jaren moest hij in juli 1996 afscheid nemen van het tribunaal vanwege gezondheidsredenen. Hij overleed uiteindelijk op 31 maart 1997 in zijn eigen land.
Sishwa bracht verschillende juridische publicaties voort, en ook een filatelistische catalogus met Pakistaanse postzegels uit de periode van 1947 tot 1978.

## Werk (selectie)
- 1967: The Lahore High Court and its principal bar, Pakistan Times Press, Lahore
- 1969: District Grand Lodge of Pakistan 1869 - 1969, Ferozsons, Lahore
- 1978: Sidhwa's Catalogue, Pakistan stamps, errors & varieties, 1947-78, Kermin, Lahore